# Омонія (Арадіпу)
«Омонія Арадіпу» (грец. Ομόνοια Αραδίππου) — професіональний кіпрський футбольний клуб з поселення на околиці Ларнаки Арадіпу. Клуб був заснований 4 квітня 1929, і в сезоні 2023—2024 років став чемпіоном другого дивізіону Кіпру. У сезоні 2024—2025 років клуб грає в Дивізіоні А чемпіонату Кіпру. Раніше «Омонія» (Арадіпу) кілька разів грала в найвищому кіпрському дивізіоні, перед цим останнім сезоном у вищому дивізіоні для команди був сезон 1995—1996 років.

## Домашній стадіон
«Омонія» (Арадіпу) проводить свої домашні ігри на муніципальному стадіоні Арадіпу, але в сезоні 2024—2025 років команда приймає суперників на стадіоні «Антоніс Пападопулос» у Ларнаці.

## Спроба об'єднання
«Омонія» (Арадіпу) має давнє суперництво із клубом з цього ж населеного пункту «Ерміс» (Арадіпу). Протягом багатьох років і десятиліть було кілька спроб і випадків, коли обидві сторони домовлялися про своє об'єднання в один клуб. Переговори завжди зривалися через різні економічні та політичні проблеми, які піднімали обидві сторони. Проте жителі Арадіпу погоджуються, що муніципалітет Арадіпу повинен був мати єдину футбольну команду, а не розділяти цим жителів через економічні та політичні проблеми. Проте об'єднання досі не відбулося. У той же час «Омоноя» в сезоні 2024—2025 років грає в Дивізіоні А чемпіонату Кіпру, а «Ерміс» перед сезоном 2024—2025 років вилетів у третій дивізіон Кіпру.

## Культурно-фольклорне товариство
Клуб з 1981 року також пов'язаний з культурно-фольклорною асоціацією на постійній основі. Культурно-фольклорна асоціація займається різноманітними проблемами (національними, економічними, соціальними, культурними), та проводить мистецькі заходи, лекції, демонстрації, вуличні ринки, та інші заходи.